# Lanabes
Lanabes signifie « outils, instruments de travail » en basque. Nombreux sont les mythes basques dans lesquels figurent divers outils ayant des caractères et des fonctions de dimension mystique.

## Liste delanabes
- Aizkora, Aihotz (hache) : la hache en acier est l'un de ces instruments. Posée sur le seuil de la porte principale de la maison, le fil dirigé vers le haut, elle éloigne la foudre durant les bourrasques. Assimilée à la foudre, la hache de pierre est une arme lancée sur terre par Odei. C'est une forme ancienne de l'utilisation de la hache comme paratonnerre. La hache fut également une arme de jet, utilisée par le Basajaun dans certaines légendes.
- Aitzur (pioche) : la pioche fut l'instrument utilisé dans la légende de Mutilbildurgabe (littéralement jeune homme sans peur) par le Izugarri (revenant) pour creuser la terre où son trésor était caché.
- Iguitai (faucille) : la faucille figure comme une arme de jet dans une légende. Posée au sommet d'un piquet, elle sert de paratonnerre et protège la maison contre la foudre.
- Txarrantxa (carde) : la carde fut l'un des cadeaux que la Lamiña de Kobaundi fit à son fiancé.
- Orrazi (peigne) : Le peigne est très fréquent dans les légendes des Lamiñak et il est toujours en or. Objet de convoitise, les humains tentent toujours de le dérober.
- Eskubarra, le mot exact en basque serait plutôt Arrastelu, eskuare (râteau) : il est à l'origine d'un rapt par le diable lorsqu'une jeune fille, Xaindia,  alla le chercher de nuit dans un champ[1]. Cependant, l'outil représenté et décrit est plutôt une sorte de houe ou croc, haitzurrotxa.
- Zetabe, bahe, maze (tamis) : il est utilisé par Axular pour échapper au diable.
- Eraztun (bague) : le Tartalo ou Torto offre une bague à la jeune fille qu'il convoite, c'est une bague qui parle et qui signale sa présence, et que la jeune fille ne peut enlever qu'en se coupant le doigt.
- Lañaide (brouillard) : le génie du choléra qui fit son apparition sous cette forme voilà plus d'un siècle.
- Laño (nuage) : dans certains mythes c'est le génie de la tourmente qui apparait sous la forme d'un nuage issu d'une grotte ou caverne. C'est également sous cette forme que peuvent se manifester les défunts et dans certains cas, Mari.
- Lañoargi (nuage lumineux) : symbole du Christ ou du Christianisme dans la mythologie basque, voir les Jentils.
- Lapurzulo (caverne des voleurs) : elle cache une montagne d'or que personne ne peut s'approprier car gardée par le Zezen (taureau).
- Lastai, lastaida, lastaira, lastuntzi, lastamarragia (paillasse) : Ce type de paillasse  est un vaste sac de toile grossière rempli de paille (lasto) ou de feuilles de maïs. La paillasse « lit de mort » était brûlée pendant les obsèques, sur le chemin conduisant le cortège de la maison à l'église.